# Jász-Nagykun-Szolnok vármegye főispánjainak listája
Az alábbi táblázat Jász-Nagykun-Szolnok vármegye főispánjainak listája, melyben szerepelnek az 1876 és 1950 közti vármegyei vezetők, valamint a 2022-ben főispánra átnevezett kormánymegbízottak. A vármegyét 1876-ban szervezték, a király 1876. június 19-én szentesítette az ezt kimondó törvényt, s augusztus 8-án nevezték ki az első főispánt. 1950-ben a tanácsrendszer bevezetésekor a főispáni tisztség megszűnt, feladatkörét a megyei tanácsok végrehajtó bizottságának elnökei vették át (megyei tanácselnök).

## Főispánok listája

### 1876–1950
A lista a címek és hivatali beosztások feltüntetésével mutatja a vármegyei főispánokat.
| Név                                                        | Időszak   | Egyéb tisztségek és címek                                                                         |
| ---------------------------------------------------------- | --------- | ------------------------------------------------------------------------------------------------- |
| Kiss Miklós balásfalvi                                     | 1876–1879 |                                                                                                   |
| Batthyány József németújvári gróf                          | 1880–1881 | császári és királyi kamarás, a Lipót-rend lovagja                                                 |
| Beniczky Ferenc beniczei és micsinyei                      | 1881–1884 | titkos tanácsos, császári és királyi kamarás, a Szent István-rend és a Ferenc József-rend lovagja |
| Balogh Imre                                                | 1884–1889 |                                                                                                   |
| Újfalussy Sándor újfalusi                                  | 1889–1892 | császári és királyi kamarás, a Lipót-rend, a Vaskorona-rend és a porosz Johannita-rend lovagja    |
| Almásy Géza zsadányi és törökszentmiklósi                  | 1892–1898 | császári és királyi kamarás                                                                       |
| Lippich Gusztáv koronghi                                   | 1899–1905 |                                                                                                   |
| Lenk Gyula dr.                                             | 1905–1906 |                                                                                                   |
| Almásy Imre dr. zsadányi és törökszentmiklósi gróf         | 1906–1910 | császári és királyi kamarás, a Lipót-rend lovagja                                                 |
| Horthy Szabolcs dr. nagybányai vitéz                       | 1910–1914 |                                                                                                   |
| Szapáry György szápári, muraszombati és széchyszigeti gróf | 1915–1917 | császári és királyi kamarás                                                                       |
| Kuszka István dr.                                          | 1917–1918 |                                                                                                   |
| Darvas Ferenc                                              | 1918–1919 | kormánybiztos-főispán                                                                             |
| Lippich István koronghi                                    | 1919–1920 | kormánybiztos-főispán                                                                             |
| Egán Imre dr. borostyánkői                                 | 1920      | kormánybiztos-főispán, Békés vármegye főispánja is                                                |
| Lippich István koronghi                                    | 1920–1922 | másodízben                                                                                        |
| Almásy Sándor                                              | 1922–1932 | a Ferenc József-rend lovagja, Bihar vármegye főispánja is                                         |
| Borbély György roffi                                       | 1932–1939 | császári és királyi kamarás                                                                       |
| Urbán Gáspár monyorói báró                                 | 1939–1944 |                                                                                                   |
| Veres József                                               | 1944–1945 |                                                                                                   |
| Baráth Endre                                               | 1945      |                                                                                                   |
| Kovács Kálmán dr.                                          | 1945–1946 |                                                                                                   |
| Földi István                                               | 1946–1949 |                                                                                                   |
| Juhász Imréné dr. Gonda Zsuzsanna                          | 1949–1950 |                                                                                                   |

### 2022–napjainkig
| Név          | Időszak    | Egyéb tisztségek és címek                                                                                 |
| ------------ | ---------- | --- |
| Berkó Attila | 2018/2022– | 2018-tól a megyei kormányhivatalt vezető kormánymegbízott, mely tisztséget 2022-ben főispánra neveztek át |